# Numa Droz

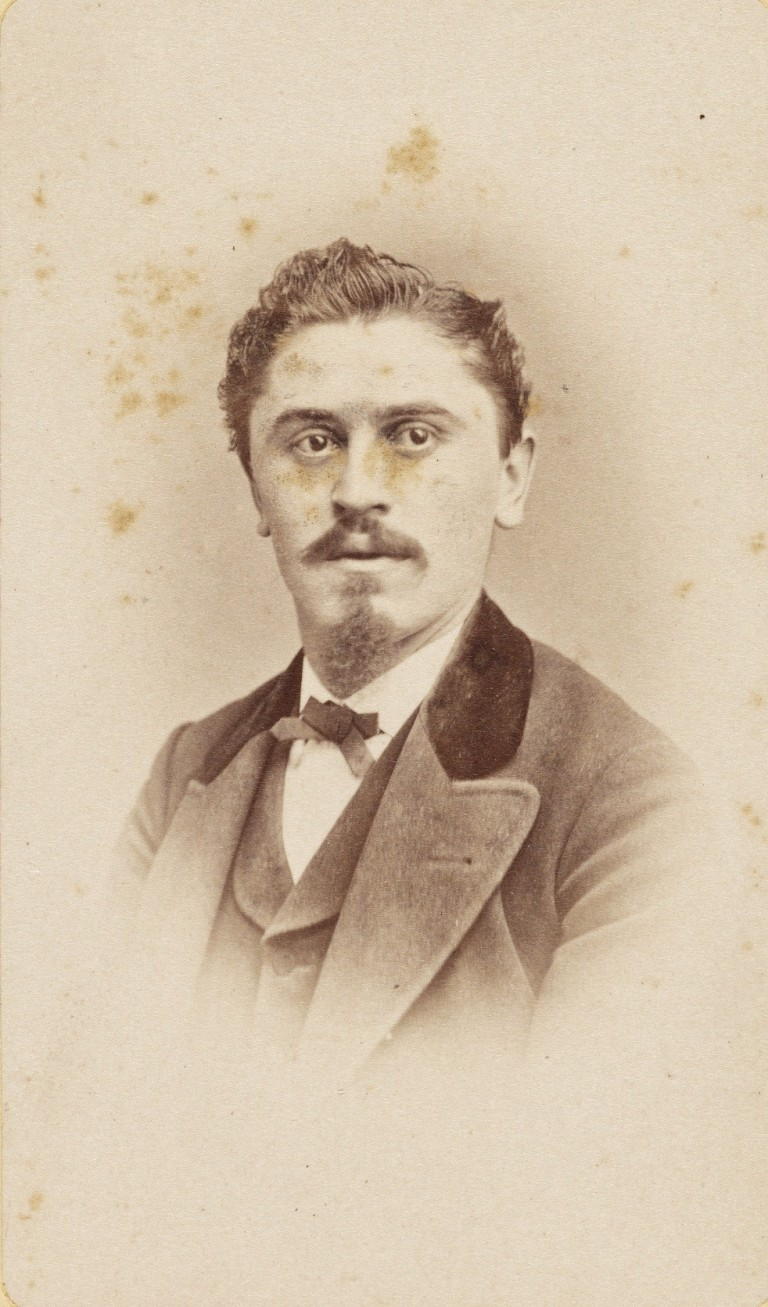
Numa Droz

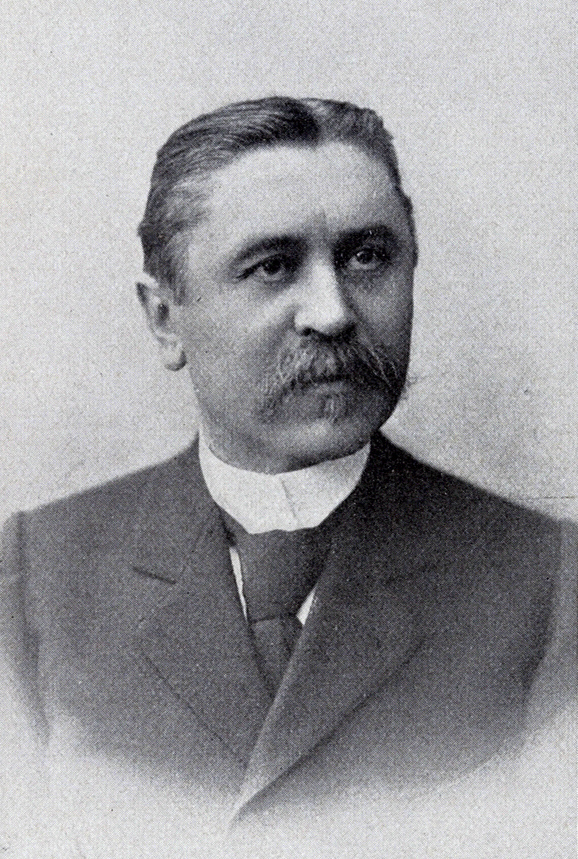
Numa Droz

Numa Droz (La Chaux-de-Fonds, 27 januari 1844 - Bern, 13 december 1899) was een Zwitsers politicus.

## Opleiding en vroege carrière
Numa Droz werkte als klokkenmaker en studeerde in zijn vrije tijd voor leraar. Na zijn afstuderen was hij van 1862 tot 1864 leraar in Chaumont (deel van de stad Neuchâtel). Hij sloot zich aan bij de Radicale Partij (voorloper van de huidige Vrijzinnige-Democratische Partij) en was van 1864 tot 1871 hoofdredacteur van National suisse, de partijkrant van de radicalen van het kanton Neuchâtel. Van 1869 tot 1871 in de Grote Raad van Neuchâtel. Van 1871 tot 1875 was hij lid van de Staatsraad van het kanton en beheerde hij het departement van Opvoeding en Kerkelijke Zaken. In die functie was hij verantwoordelijk voor de organisatiewet van de Gereformeerde kerk van Neuchâtel. Hierdoor viel de Gereformeerde kerk in twee kerken uiteen: de Eglise nationale neuchâtelois, de staatskerk, en de van de staat onafhankelijke Eglise indépendante neuchâtelois (de vereniging van beide kerken vond in 1943 plaats).

## Lid van de kantonsraad
In 1872 deed Droz zijn intrede in de federale politiek toen hij in de kantonsraad (een van de kamers van het Zwitserse parlement) werd gekozen. 
In december 1875 werd hij tot president van de kantonsraad gekozen.

## Bondsraad
Numa Droz werd op 18 december 1875 in de Bondsraad gekozen. Hij bleef in de Bondsraad tot 31 december 1892. Hij beheerde tijdens zijn ambtstermijn de volgende departementen:
- Departement van Binnenlandse Zaken (1876-1878)
- Departement van Handel en Landbouw (1879-1880)
- Departement van Politieke Zaken (1881)
- Departement van Handel en Landbouw (1882-1886)
- Departement van Politieke Zaken (1887)
- Departement van Buitenlandse Zaken (1888-1892)

Numa Droz was een groot voorstander van vrije markteconomie en hernieuwde tijdens zijn ministerschap van Economische Zaken (1879-1880, 1882-1886) diverse handelsovereenkomsten.
Numa Droz was in 1886 vicepresident en in 1881 en 1887 bondspresident. Hij combineerde zijn bondspresidentschappen met het ministerschap van Buitenlandse Zaken.

## Na zijn aftreden als Bondsraad
Na zijn aftreden werd Droz directeur van het Internationaal Transportbureau (1888). Als centralist was hij voorstander van een sterke uitvoerende macht. In 1897 keerde hij zich heftig tegen de vorming van een staatsbank en in 1898 tegen de nationalisering van de spoorwegen.
In La Chaux-de-Fonds is een straat naar Numa Droz genoemd (rue Numa-Droz) en in Neuchâtel een plein (place Numa-Droz).